# Cəngan (Sabirabad)
Cəngan è un comune dell'Azerbaigian situato nel distretto di Sabirabad. Conta una popolazione di 1 853 abitanti.